# Andoreti
Andoreti (en georgiano: ანდორეთი) o Andorat (en osetio: Андорæт) es una aldea que pertenece a la parcialmente reconocida República de Osetia del Sur, parte del distrito de Tsjinval, aunque de iure pertenece al municipio de Eredvi de la región de Iberia Interior de Georgia.

## Geografía
Andoreti se encuentra en la orilla derecha del río Meyudi, a 40 kilómetros de Tsjinvali. La aldea se administra desde el pueblo de Ghromi. 

## Historia
Andoreti formó parte del ducado de Ksani desde el siglo XIV. Su población era georgiana, aunque también había osetios desde el siglo XIX. 
Durante el Imperio ruso, Albiri formó parte del uyezd de Gori de la gobernación de Tiflis, parte de la sección montañosa de Osetia.
Tras la guerra de Osetia del Sur de 1991-1992, los osetios lograron controlar el pueblo. Desde 2006, forma parte del municipio de Eredvi y después de la guerra ruso-georgiana en agosto de 2008, la aldea siguió bajo el control de la República de Osetia del Sur.

## Demografía
La evolución demográfica de Andoreti entre 1908 y 2015 fue la siguiente:
| 151                                                      | 152 | 167 | 154 | 129 | 104 | 125 | 97 | 68 | 16 |
| (Fuente: Population of South Ossetia since Soviet times) |     |     |     |     |     |     |    |    |    |

En los distintos censos, la composición étnica del pueblo era la siguiente:
|              | 1916      | 1916       |
| Grupo étnico | Población | Porcentaje |
| ------------ | --------- | ---------- |
| Georgianos   | 0         | 0%         |
| Osetios      | 167       | 100%       |
| Total        | 167       | 100%       |

## Infraestructura

### Arquitectura, monumentos y lugares de interés
Destaca la iglesia de la Virgen María de Andoreti, un templo del final de la Edad Media.